# Mrčkovac
Mrčkovac (em cirílico:Мрчковац) é uma vila da Sérvia localizada no município de Golubac, pertencente ao distrito de Braničevo, na região de Braničevo. A sua população era de 328 habitantes segundo o censo de 2002.

## Demografia
| 1948 | 1953 | 1961 | 1971 | 1981 | 1991 | 2002 |
| ---- | ---- | ---- | ---- | ---- | ---- | ---- |
| 564  | 537  | 520  | 472  | 437  | 398  | 328  |